# Steve Kerr
Stephen Douglas "Steve" Kerr, nascut el 27 de setembre de 1965 a Beirut (Líban), és un exjugador de bàsquet i actual entrenador nord-americà dels Golden State Warriors. Ha guanyat cinc campionats de l'NBA, tres amb els Chicago Bulls i dos amb els San Antonio Spurs i quatre com a entrenador amb els Golden State Warrios. Juntament amb Frank Saul són els únics jugadors en guanyar dos campionats de l'NBA de manera consecutiva en dos equips diferents en dues temporades seguides. Kerr té un percentatge de tirs de 3 punts d'un 45,4% d'encert al total de la seva carrera, sent aquest el millor de la història de l'NBA de tots els jugadors amb almenys 2.000 intents.

## Trajectòria esportiva

### Universitat
Va començar la seva carrera universitària l'any 84, a la Universitat d'Arizona, i al 1986 va ser inclòs en la selecció de bàsquet dels Estats Units que participaria al Mundial de bàsquet d'Espanya, on van aconseguir la medalla d'or, després de derrotar la Unió Soviètica a la final. Amb la seva universitat, va aconseguir arribar a la Final Four del 1988. Va acabar els seus estudis amb uns percentatges d'11,2 punts i 3,4 rebots per partit.

### Professional
Va ser triat al draft de 1988 pels Phoenix Suns en una posició molt endarrerida, la 25a de la segona ronda. Kerr va ser un jugador de banqueta, que es va convertir en un autèntic especialista en els llançaments de 3 punts, aprofitant al màxim els pocs minuts de joc de què disposava. Només va ser una temporada a Arizona, sent traspassat a l'any següent a Cleveland, on va començar a demostrar al món les seves qualitats com a llançador de llarga distància, rondant o superant des d'aleshores el 50% d'encert des de la línia de 3, fita a l'abast de molt pocs jugadors en tota la història de la lliga. Va ser-hi 3 temporades i mitja, acabant l'última a les files dels Orlando Magic. L'any següent, la temporada 1993-94, va signar pels Chicago Bulls, on coincidiria amb Michael Jordan, Scottie Pippen, Dennis Rodman i Toni Kukoc, entre d'altres. Amb ells va aconseguir 3 campionats de l'NBA consecutius. Després de l'últim d'aquests, va ser traspassat als San Antonio Spurs, on va guanyar un nou anell de campió en la seva primera temporada a terres texanes, convertint-se en el segon jugador de la història a guanyar dos anells consecutius en dos equips diferents.
Després de 3 temporades, va ser traspassat a Portland Trail Blazers, on només va jugar una temporada, per tornar de nou a l'any següent a San Antonio, en el seu últim any com a professional i posant la cirereta a la seva excel·lent carrera amb un nou anell de campió.
El 1997, va guanyar el concurs de triples de l'All-Star Game.

### Entrenador
Sense experiència com a assistent, havent estat analista televisiu des de la seva retirada, els Golden State Warriors li ofereixen el lloc de primer entrenador el maig de 2014, guanyant la batalla a altres equips interessats en ell, com els New York Knicks.
El 3 de gener de 2015, Steve Kerr es converteix en el primer entrenador "rookie" (novell) a aconseguir un balanç de 30-5 en el seu inici en tota la història de l'NBA. El 16 de juny de 2015 obté el seu primer anell com a entrenador cap rookie.
En la seva segona temporada d'entrenador (la 2015–16), els Warriors van guanyar 73 games, trencant el rècord del major número de victòries en una temporada regular de la NBA que tenien els Chicago Bulls de la temporada 1995–96, justament quan Kerr jugava a aquest equip.

## Assoliments personals
- 5 vegades campió de l'NBA (1996, 1997 i 1998, amb els Chicago Bulls, i 1999 i 2003 amb els San Antonio Spurs).
- Guanyador del concurs de triples de l'All-Star Game de 1997.
- Millor percentatge d'encert en una carrera de llançaments de 3 punts (45,4%).
- Millor anotador de 3 punts el 1990 i 1995.
- Millor percentatge de 3 punts absolut en una temporada (1995, 52,4%).
- Campió del Món amb la selecció dels Estats Units al Mundial de bàsquet d'Espanya del 1986.
- 4 vegades campió de l'NBA com a entrenador (2015, 2017, 2018 i 2022 amb els Golden State Warrior)

## Curiositats
- Steve Kerr i Robert Horry es van alternar guanyant campionats de l'NBA durant una dècada, combinant-ne 11 en 12 anys. Kerr o Horry formaven part de la plantilla de l'equip guanyador de la lliga entre les temporades 1993-94 i 2002-03. Els equips en els quals va jugar Kerr van guanyar títols els anys 1996, 1997, 1998, 1999 i 2003, mentre que els equips de Horry ho feien el 1994, 1995, 2000, 2001, 2002, 2005 i 2007. Cadascun d'ells va guanyar 3 títols jugant en un equip dirigit per Phil Jackson (Lakers i Bulls), i cadascun d'ells va guanyar campionats en equips de Texas (Spurs i Rockets).
- Un altre jugador a qui l'uneixen diverses similituds és Rony Seikaly, tots dos van néixer el mateix any a Beirut, Líban, van representar quan eren jugadors universitaris als Estats Units al mundial d'Espanya  del 1986 i també van ser escollits al draft del mateix any (1988).
- El pare de Steve, Malcolm Kerr, va ser un professor universitari que va morir assassinat a Beirut, Líban. Dos homes van seguir els seus passos a la Universitat i un d'ells va disparar a boca de canó dues bales que van travessar el seu cap. L'únic rastre de l'assassí era la traça que les bales havien deixat a la paret de les escales. Al cap d'unes hores una trucada al centre en nom de Hesbol·là es va atribuir l'autoria de l'atemptat. Però mai seria descoberta la identitat del terrorista. Tan sols la certesa que un extremista pretenia així causar dany a l'enemic americà. Malcolm Kerr tenia 52 anys. Steve, al moment de la mort del seu pare, en tenia 18.[5]
- Juntament amb Pat Riley, el 1982, és l'únic entrenador a aconseguir l'anell de l'NBA l'any del seu debut. La final en la qual va aconseguir el campionat de l'NBA l'enfrontava a un altre entrenador debutant en la lliga, David Blatt. També s'uneix a Bill Russell, K.C. Jones i Tom Heinsohn, que van aconseguir 5 anells jugant i després com entrenadors també es van alçar amb el títol de campió de l'NBA.[6]